# B'nai B'rith

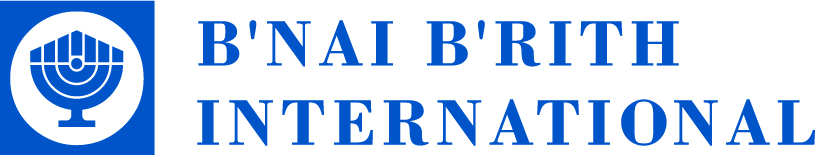
Logo van B'nai B'rith International

B'nai B'rith  is een Joodse niet-gouvernementele organisatie ontstaan als serviceclub om Joodse immigranten bij te staan na hun aankomst in de Verenigde Staten. B'nai B'rith International is verbonden met het Joods Wereldcongres. B’nai B’rith betekent ‘Kinderen van het Verbond’.

## Geschiedenis
B'nai B'rith International werd opgericht in 1843 in New York door twaalf net geïmmigreerde Duitse Joden onder leiding van Henry Jones. Ze wilden Joden van verschillende afkomst en gezindheden verenigen om de moeilijke leefomstandigheden waarin de Joodse immigranten in de Verenigde Staten terechtkwamen het hoofd te bieden. Hun beginselverklaring las als volgt :
B'nai B'rith heeft de taak op zich genomen Joodse mensen te verenigen om hun hoogste belangen en die van de mensheid te bevorderen; om de mentaliteit en het morele karakter van de leden van het joodse geloof te ontwikkelen en te verheffen; om de zuiverste principes der filantropie, eer en patriottisme, in te prenten; om wetenschap en kunst te ondersteunen; om de noden van armen en behoeftigen te verlichten; om zieken te bezoeken en te verzorgen; om slachtoffers van vervolging te helpen; om bejaarden, weduwen en wezen te onderhouden, beschermen en bij te staan volgens basisbeginselen der menselijkheid.
Oorspronkelijk werd de organisatie Söhne des Bundes (Sons of the Covenant) genoemd waarin het streven naar een broederlijke orde duidelijk merkbaar was. B'nai B'rith werd onder de vorm van loges uitgebouwd. De eerste actie die men ondernam was een verzekeringspolis ontwikkelen. De weduwe van een lid ontving 30 dollar voor een begrafenis en een wekelijkse vergoeding van 1 dollar. Ook wezen kregen een vergoeding, de jongens leerde men daarbovenop een vak. In 1851 bouwde men het eerste Joodse gemeenschapscentrum in New York en een jaar later de Maimonidesbibliotheek. Na de Amerikaanse Burgeroorlog waarin Joden sneuvelden en vochten aan beide zijden, richtte men een weeshuis op in Cleveland. De volgende jaren volgden nog meerdere hospitalen, wees- en rusthuizen. Vanaf 1868, toen een enorme overstroming Baltimore trof, begon B'nai B'rith ook (wereldwijde) noodhulp-campagnes te organiseren. 
In 1875 werd de eerste buitenlandse loge opgericht in Toronto (Canada), en kort daarna in Montreal. In 1882 ontstond de eerste loge in Europa te Berlijn. De eerste loge opgericht in Afrika was die in Caïro in 1887. Het jaar daarop volgde Jeruzalem. Vanaf 1881, toen er massaal veel Oost-Europese Joden naar Amerika emigreerden vanwege de pogroms na de moord op tsaar Alexander II, financierde B'nai B'rith Amerikaniseringslessen, vakscholen en hulpprogramma's. Daardoor liep het lidmaatschap snel op en werden de geheime rituelen, eigen aan loges, in vraag gesteld. In 1897 ontstond de eerste vrouwelijke loge in San Francisco. Deze werd later B'nai B'rith Women en scheurde in 1988 af als Jewish Women International (JWI).
In het begin van de 20e eeuw lanceerde B'nai B'rith drie nieuwe organisaties : de Anti-Defamation League, Hillel (een studentevereniging) en BBYO (een jeugdbeweging). De bewegingen evolueerden later tot zelfstandige organisaties.
In het begin van de 21e eeuw levert B'nai B'rith vooral inspanningen om de vergrijzende Joodse bevolking te helpen. Ze zet zich ook in om diversiteit en verdraagzaamheid te promoten onder andere door schrijfwedstrijden (Diverse Minds), studiebeurzen en ethische geloften.

## Internationaal
Als een reactie op wat later de Holocaust werd genoemd, riep B'nai B'rith-voorzitter Henry Monsky in 1943 een congres bijeen nabij Pittsburgh met alle grote Joodse organisaties om "een gemeenschappelijk forum te vinden voor het indienen van onze zaak voor de beschaafde naties van de wereld". De daaropvolgende vier jaar heeft het congres een werking opgezet die onnoemelijk veel levens gered heeft, geholpen heeft met de wederopbouw van de Europees Joodse gemeenschap en hielp de publieke opinie aan te moedigen om de VN-resolutie uit 1947 te steunen die de scheiding van het mandaatgebied Palestina in een Joodse en een Arabische staat aanbeval.
Net voor het ontstaan van de staat Israël zou B'nai B'rith voorzitter Frank Goldman er in geslaagd zijn Amerikaans president Harry S. Truman, die geen contact met Joodse leiders of organisaties meer wenste, tot een ontmoeting met de zionistische leider Chaim Weizmann te doen toestemmen. Deze ontmoeting zou de steun van het Witte Huis terug hebben doen omslaan naar een voorkeur voor een scheiding van het mandaatgebied wat uiteindelijk tot de erkenning van de staat Israël leidde. 
B'nai B'rith was aanwezig bij het ontstaan van de Verenigde Naties (VN) in San Francisco en heeft sindsdien een actieve rol in de wereldorganisatie op zich genomen. In 1947 kreeg B'nai B'rith de status van niet-gouvernementele organisatie (NGO) en was zij jarenlang de enige Joodse organisatie met een permanente vertegenwoordiging bij de Verenigde Naties. Ze wordt een leidende rol toegeschreven in het herroepen van de VN-resolutie 3379 die zionisme gelijkstelde aan racisme. B'nai B'rith speelt niet enkel een rol in de VN. Door haar lobbywerk spoort ze functionarissen uit het Amerikaans Congres en de State Departement en buitenlandse overheden aan, om de Organisatie voor Veiligheid en Samenwerking in Europa (OVSE) te bewegen antisemitisme te bestrijden.
B'nai B'rith International reikt diverse erkenningen, prijzen en studiebeurzen uit: de Presidential Gold Medal, B'nai B'rith Book Award, Jewish Heritage Award en Award for Outstanding Contribution to Relations with the Jewish People.

### Latijns-Amerika
In Latijns-Amerika heeft B'nai B'rith leden in meer dan twintig landen. De vlucht voor het nazisme zorgde voor een influx van Joodse vluchtelingen in de eerste helft van de 20e eeuw. In de Organisatie van Amerikaanse Staten (OAS) kreeg B'nai B'rith de status van burgermaatschappij toegewezen. Ze heeft er altijd gepleit voor democratie en mensenrechten in de hele regio. Daarnaast doet ze aan maatschappelijke dienstverlening doorheen Latijns-Amerika.

### Israël
Het leven in Israël is altijd een belangrijk aandachtspunt geweest voor B'nai B'rith. De eerste openbare bibliotheek, Midrash Abarbanel, was een van de meest opgemerkte bijdragen van de Jeruzalemse loge. Eruit groeide de nationale en universiteitsbibliotheek. Verdere opmerkelijke bijdragen van de loge waren de eerste Hebreeuwse kleuterschool in Jeruzalem, de aankoop van gronden voor nieuwe immigranten, de wijk Motza en donaties van 100.000 dollar aan het Joods Nationaal Fonds in 1936 (1000 hectaren) en nog eens in 1939 om gronden te kopen in het Mandaatgebied Palestina. Na Israëls onafhankelijkheidsverklaring verscheepte Amerikaanse B'nai B'rith leden voor 4 miljoen dollar aan voedsel, kleding, geneesmiddelen, vrachtwagens en jeeps naar de haven van Haifa. 
In 1959 werd B'nai B'rith de eerste grote Amerikaans-Joodse organisatie die een congres in Israël hield. Zes weken na het ondertekenen van de Camp Davidakkoorden tussen Egypte en Israël was B'nai B'rith de eerste organisatie om Egypte te bezoeken op uitnodiging van president Anwar Sadat. Toen in 1980 de Knesset de Jeruzalemwet goedkeurde en zijn soevereiniteit over heel Jeruzalem uitriep, verhuisden alle landen hun ambassades uit Jeruzalem. B'nai B'rith reageerde met de oprichting van het 'B'nai B'rith World Center' om dienst te doen als "permanente en officiële aanwezigheid van B'nai B'rith in Jeruzalem". In 2018 verhuisde de Amerikaanse ambassade terug naar Jeruzalem.

### Europa
In 1920 had B'nai B'rith 17.000 leden in Europa, de helft van het Amerikaanse ledenaantal. Voor en tijdens het naziregime werden alle eigendommen van B'nai B'rith-loges door de Duitsers in beslag genomen. In 1948 werd B'nai B'rith Europe heropgericht. Leden van de Zwitserse loges en enkele Franse en Nederlandse overlevenden woonden de openingsvergadering bij. In 2000 fuseerden het district Europa en het district Verenigd Koninkrijk onder de naam B'nai B'rith Europe en zijn actief betrokken in alle landen van de Europese Unie. Momenteel woont 95% van de leden in de Verenigde Staten.

#### België
- De Antwerpse loge werd naar Mala Zimetbaum genoemd.
- De Brusselse loge werd naar B'nai B'rith-oprichter Henry Jones genoemd.

#### Nederland
- De Amsterdamse loge werd naar Hillel (I de Oudere) genoemd.[2]
- De jeugdloge heet Taglit

## Bekende leden
- Alan Dershowitz
- Sigmund Freud